# Гейд, Эриель
Э́риель Гейд (англ. Ariel Gade; род. 1 мая 1997, Сан-Хосе, штат Калифорния, США) — американская актриса.

## Карьера
Её первое появление на телевидении произошло в эпизоде сериала «Сильное лекарство», а вслед за этим «прорыв» в фильме Барри Левинсона «Чёрная зависть» (2004).
Вторую роль в кино она получила в фильме «Тёмная вода» (2005), сыграв Сесилию «Сеси» Уильямс. В том же году она получила роль Розы в сериале Шона Кэссиди «Нашествие». Также принимала участие в «Ночном шоу с Джейем Лено» в июле 2005-го.

## Фильмография
| Год  |   | Русское название                                              | Оригинальное название                                 | Роль                                            |
| ---- | - | ------------------------------------------------------------- | ----------------------------------------------------- | ----------------------------------------------- |
| 2003 | ф | Когда пришёл Джонс                                            | Then Came Jones                                       | Кэйлин                                          |
| 2003 | ф | Сильное лекарство                                             | Strong Medicine                                       | Джевел Уилер                                    |
| 2004 | ф | Чёрная зависть                                                | Envy                                                  | Лула Дингман                                    |
| 2005 | ф | Ночное шоу с Джейем Лено                                      | The Tonight Show with Jay Leno                        | играет саму себя                                |
| 2005 | ф | The View (англ.)                                              | The View                                              | играет саму себя                                |
| 2005 | ф | Тёмная вода                                                   | Dark Water                                            | Сесилия «Сеси» Уильямс                          |
| 2005 | ф | Dark Water: Extraordinary Ensemble (англ.)                    | Dark Water: Extraordinary Ensemble                    | играет саму себя /короткое документальное видео |
| 2005 | ф | Beneath the Surface: The Making of 'Dark Water' (англ.)       | Beneath the Surface: The Making of 'Dark Water'       | играет саму себя /короткое документальное видео |
| 2005 | ф | Нашествие                                                     | Invasion                                              | Роуз Вейрон                                     |
| 2006 | ф | Последний звонок с Карсоном Дэйли                             | Last Call with Carson Daly                            | играет саму себя                                |
| 2007 | ф | Чужие против Хищника: Реквием                                 | Aliens vs Predator: Requiem                           | Молли О’Брайен                                  |
| 2008 | ф | AVP-R: Preparing for War - Development and Production (англ.) | AVP-R: Preparing for War - Development and Production | играет саму себя /короткое документальное видео |
| 2009 | ф | Астероид: Последние часы планеты                              | Meteor                                                | М. Кили Пейн                                    |
| 2009 | ф | Зов предков                                                   | Call of the Wild                                      | Райан Хейл                                      |
| 2009 | ф | Морская полиция: Лос-Анджелес (англ.)                         | NCIS: Los Angeles                                     | Эмма Перес                                      |
| 2011 | ф | Парень, который убивает людей                                 | Some Guy Who Kills People                             | Эми Уилер                                       |

## Награды и номинации
- Номинация на премию «Молодой актёр» за лучшее исполнение в сериале («Нашествие», 2006 год).